# Il miracolo della 34ª strada
Il miracolo della 34ª strada (Miracle on 34th Street) è un film statunitense del 1947 scritto e diretto da George Seaton. Ha come protagonisti Maureen O'Hara e John Payne; la trama si svolge tra il Giorno del ringraziamento e Natale a New York ed è incentrata sugli effetti del Babbo Natale di un grande magazzino che afferma di essere il vero Babbo Natale.
Diventato un classico natalizio, Il miracolo della 34ª strada vinse tre premi Oscar: miglior attore non protagonista a Gwenn, miglior soggetto a Valentine Davies e migliore sceneggiatura a Seaton. Nel 2005 è stato scelto per la conservazione nel National Film Registry della Biblioteca del Congresso. È stato distribuito in home video col titolo Miracolo nella 34ª strada.

## Trama
Il Babbo Natale che inaugura i festeggiamenti natalizi dei grandi magazzini Macy's a New York è ubriaco, così la dinamica direttrice del marketing, Doris Walker, decide di farlo sostituire da Kris Kringle, anziano signore che già aveva rimbrottato aspramente l'uomo per la sua condotta scandalosa, e che sembra (e sostiene personalmente di essere) l'autentico Babbo Natale.
Alla parata assiste anche la figlia di Doris, Susan, dall'appartamento del vicino di casa l'avvocato Fred Gailey, che invano tenta di convincerla dell'esistenza di Babbo Natale. 
Visto il successo, Kris viene assunto dai grandi magazzini Macy's per intrattenere i bambini. Invece di promuovere i giocattoli in eccedenza, come consigliato dal signor Shellhammer, dà ai bimbi l'indicazione di rivolgersi ai negozi che effettivamente posseggono quanto essi desiderano. Il signor Macy apprezza molto e rinnova la propria stima a Kris. 
Costui però continua a affermare di essere Babbo Natale. Lo psicologo dell'azienda, Granville Sawyer, dopo alcuni test lo reputa pazzo, ma il direttore della casa di riposo ove alloggia Kringle garantisce per lui.
Fred riesce ad ospitare Kris a casa sua, sperando che la piccola Susan possa trarre giovamento dalla frequentazione col simpatico vecchio signore. La bambina, sempre scettica riguardo all'esistenza di Babbo Natale, sfida Kris chiedendogli di farle trovare come regalo una bella casetta in campagna.
Frattanto, Kringle quando viene a sapere che Sawyer ha convinto il giovane dipendente Alfred di avere dei problemi mentali solo perché ama vestirsi da Babbo Natale per rendere felici i bambini, redarguisce aspramente lo psicologo colpendolo con un ombrello. Sawyer allora approfitta della situazione per screditare Kris e rinchiuderlo in un ospedale psichiatrico.
Fred decide di difendere Kris, il quale riceve il sostegno del signor Macy, di Susan e anche di Doris.
Il giovane avvocato riesce a dimostrare, contro ogni pronostico, che Kris è l'unico e autentico Babbo Natale, chiudendo il caso.

## Distribuzione
Il film è uscito nelle sale cinematografiche statunitensi l'11 giugno 1947. In Italia, invece, è uscito il 30 giugno 1948 e venne distribuito dalla C.I.A. Cinematografiche Internazionali Associate.

### Doppiaggio
Il primo doppiaggio italiano, supervisionato dal dialoghista Roberto De Leonardis, venne eseguito a Roma dalla C.I.A. con la collaborazione della C.D.C. Per la trasmissione televisiva del 1986 e nelle pubblicazioni home-video, invece, il film venne ridoppiato dallo Studio Dodi con le voci del Gruppo Trenta sotto la direzione di Renato Izzo e con nuovi dialoghi curati da Alberto Piferi. Il film è stato incluso su Disney+ con il secondo doppiaggio, a seguito dell'acqusito della 20th Century Fox da parte della Disney avvenuto il 20 marzo 2019.

## Riconoscimenti
- 1948 - Premio Oscar
  - Miglior attore non protagonista a Edmund Gwenn
  - Miglior soggetto a Valentine Davies
  - Migliore sceneggiatura non originale a George Seaton
  - Candidatura come Miglior film alla 20th Century Fox
- 1948 - Golden Globe
  - Miglior attore non protagonista a Edmund Gwenn
  - Migliore sceneggiatura a George Seaton
- 1948 - Festival internazionale del film di Locarno
  - Migliore sceneggiatura non originale a George Seaton